# Algar do Pico Alto
O Algar do Pico Alto é uma gruta portuguesa localizada na freguesia da Agualva, concelho da Praia da Vitória, ilha Terceira, arquipélago dos Açores.
Esta cavidade apresenta uma geomorfologia de origem vulcânica em forma de fenda localizada em encosta. Apresenta uma profundidade de 25 m. devido às suas características geomorfológicas encontra-se classificada como fazendo parte da Rede Natura 2000.